# Kradschützentruppe von Wehrmacht und Waffen-SS

Standarte der Aufklärungs- und Krad.Schtz.-Truppe (wahrscheinlich nie ausgegeben) in der Waffenfarbe „kupferbraun“

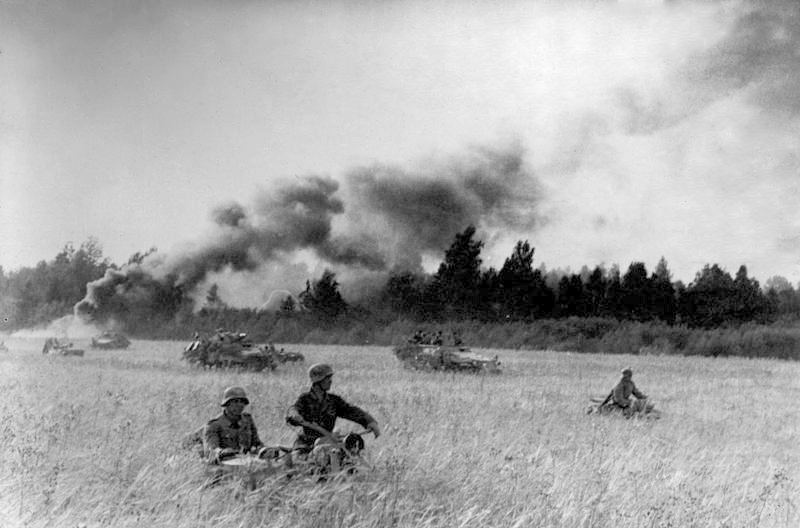
Kradschützen klären auf (Ostfront, 1944)

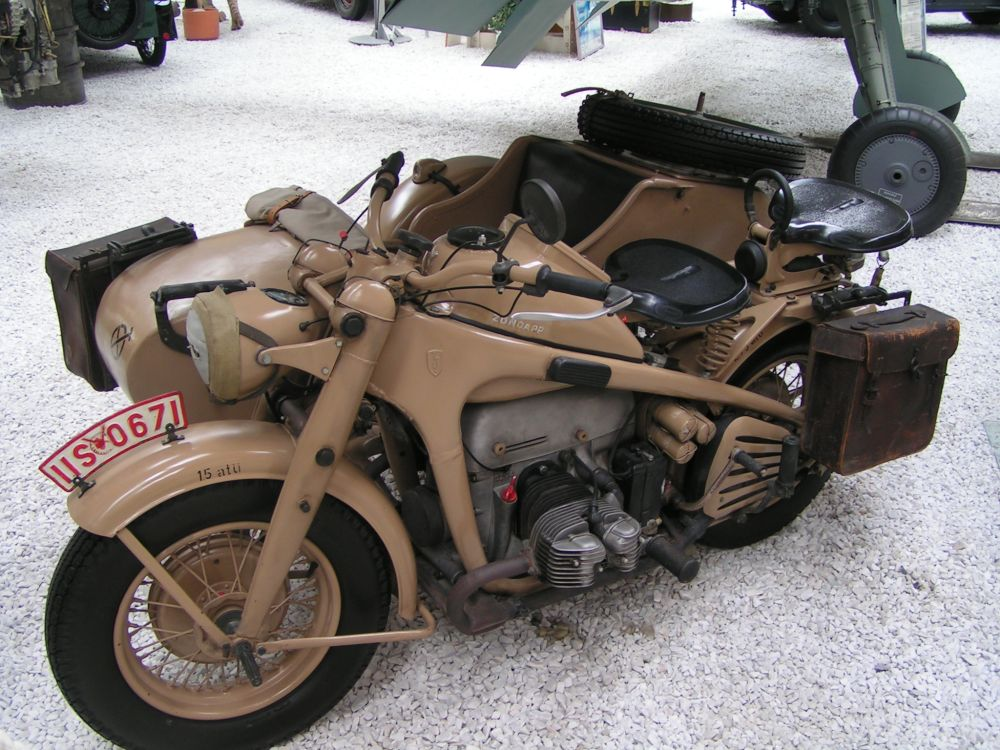
Hauptsächlich waren die Kradschützen mit BMW oder Zündapp-Motorrädern ausgerüstet

Kradschützen (kurz: Krad.Schtz.) waren motorisierte, leicht bewaffnete und hochbewegliche Infanterieverbände des Heeres der deutschen Wehrmacht und der Waffen-SS, die üblicherweise in die Schnellen Truppen eingegliedert waren.

## Vorgeschichte
Trotz Bemühungen der nationalsozialistischen Regierung gab es kurz vor Kriegsbeginn immer noch große Defizite bei der allgemeinen Motorisierung. So waren im Sommer 1939 in Deutschland knapp zwei Millionen Kraftfahrzeuge vorhanden, was auf den Pro-Kopf-Bestand gerechnet nur den 15. Platz weltweit bedeutete. Mit 23,8 Fahrzeugen auf 1000 Einwohner (zum Vergleich: Frankreich=12,7 und USA=0,9) war das Deutsche Reich allerdings einsamer Spitzenreiter im Bereich der Krafträder. Aus diesem Grund lag es für die Heeresführung nahe, sich mit der Kradschützentruppe eine eigene Truppengattung zu schaffen.

## Einsatz

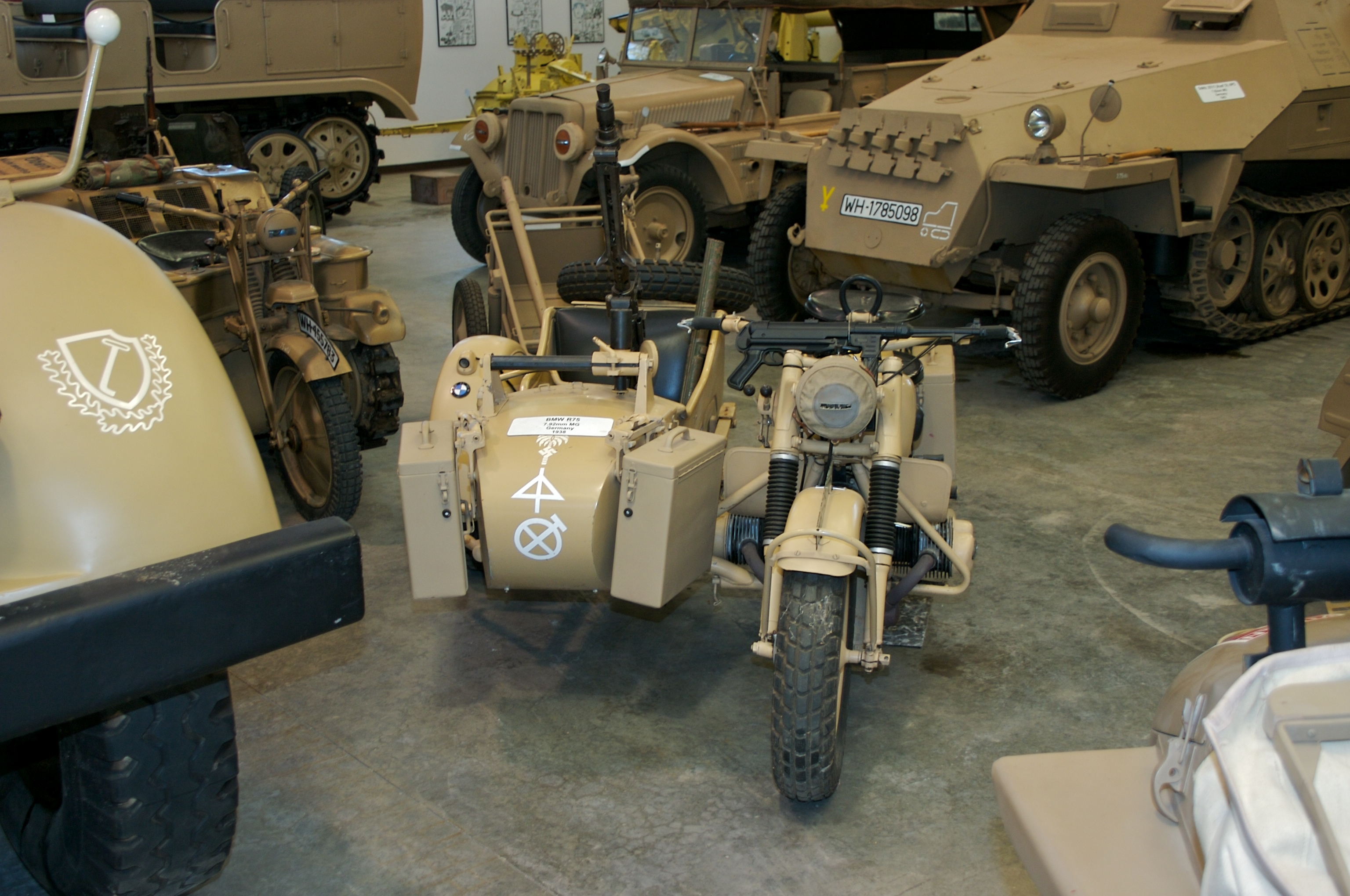
Übliches Gespann mit montiertem MG auf Beiwagen

Die ersten Verbände wurden in den Jahren 1934/35 aufgestellt und waren hauptsächlich den Aufklärungsverbänden der Panzerdivisionen unterstellt. Auch wenn ihre Hauptaufgabe in der Aufklärung bestand, sollten sie zum infanteristischen Einsatz und überraschenden Aktionen fähig sein. Dabei wurde auch häufig auf den Kampf zu Fuß gewechselt. Trotz ihrer relativ leichten Bewaffnung entwickelten sie aufgrund ihrer Geschwindigkeit und des daraus resultierenden Überraschungsmomentes eine beachtenswerte infanteristische Kampfkraft.
Die Bewaffnung bestand aus der Grundausrüstung eines Infanteristen mit dem Karabiner 98k. Jedoch war jeder Schützentrupp mit einem MG 34 ausgestattet, das für die Fahrt auf dem Beiwagen montiert war. Es wurden hauptsächlich Motorräder mit Beiwagen der Firmen BMW oder Zündapp eingesetzt.
Im Verhältnis zwischen absitzenden Soldaten und den benötigten Kraftfahrern war die Truppe mit 2 zu 1 ungünstig aufgestellt. Als schnellster und beweglichster Teil des Heeres wurde ihre Kampfkraft aber im Schlamm, Staub und Schnee des östlichen Kriegsschauplatzes so verbraucht, dass sie größtenteils aufgelöst und in Füsilierkompanien mit SPW 251 mit einer Absitzstärke 6 bei einem Fahrer umgerüstet werden mussten.

## Sonstiges
Die Rote Armee der Sowjetunion verfügte im Zweiten Weltkrieg ebenfalls über Kradschützen-Verbände (siehe auch Schematische Kriegsgliederung der Roten Armee am 22. Juni 1941).